# محرم (إسلام)

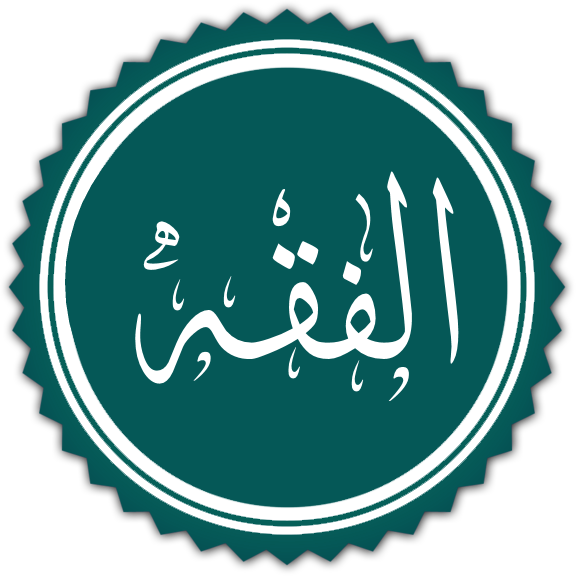

مَحارِمُ الرَّجُل (المفرد: مَحْرَم، ومَحْرَمَة، ومَحْرُمَة) في الشريعة الإسلامية: النساء اللاتي يَحرُمُ عليه أن يَتزوجهنَّ، وكذلك مَحارِمُ المرأة (المفرد: مَحْرَم): وهم الرجال الذين يَحرُم عليها أن تَتزوَّجَهم، والتحريم نوعان: مؤبد، ومؤقت.
وقد بيَّن القرآن الكريم المحرمات من النساء تبِيينًا مُفصلًا محكمًا، من الفصول إلى الفروع، في الآيتين: 22، و 23 من سورة النساء: ﴿وَلَا تَنْكِحُوا مَا نَكَحَ آبَاؤُكُمْ مِنَ النِّسَاءِ إِلَّا مَا قَدْ سَلَفَ إِنَّهُ كَانَ فَاحِشَةً وَمَقْتًا وَسَاءَ سَبِيلًا ۝٢٢ حُرِّمَتْ عَلَيْكُمْ أُمَّهَاتُكُمْ وَبَنَاتُكُمْ وَأَخَوَاتُكُمْ وَعَمَّاتُكُمْ وَخَالَاتُكُمْ وَبَنَاتُ الْأَخِ وَبَنَاتُ الْأُخْتِ وَأُمَّهَاتُكُمُ اللَّاتِي أَرْضَعْنَكُمْ وَأَخَوَاتُكُمْ مِنَ الرَّضَاعَةِ وَأُمَّهَاتُ نِسَائِكُمْ وَرَبَائِبُكُمُ اللَّاتِي فِي حُجُورِكُمْ مِنْ نِسَائِكُمُ اللَّاتِي دَخَلْتُمْ بِهِنَّ فَإِنْ لَمْ تَكُونُوا دَخَلْتُمْ بِهِنَّ فَلَا جُنَاحَ عَلَيْكُمْ وَحَلَائِلُ أَبْنَائِكُمُ الَّذِينَ مِنْ أَصْلَابِكُمْ وَأَنْ تَجْمَعُوا بَيْنَ الْأُخْتَيْنِ إِلَّا مَا قَدْ سَلَفَ إِنَّ اللَّهَ كَانَ غَفُورًا رَحِيمًا ۝٢٣﴾ [النساء:22–23]

## تحريم مؤبد
المحرمة على سبيل التأبيد هي التي لا تحل لمن حُرمت عليه أبداً. لأن سبب التحريم صفة ملازمة للمرأة لاتزول عنها مدى الحياة. وأسباب التحريم المؤبدة ثلاثة :

### القرابة النسبية
تحرم بسبب القرابة النسبية أربعة أصناف من النساء :
- الأصول : وهن الأم لقوله تعالى : ﴿حرمت عليكم أمهاتكم﴾[2]، والجدات وإن علون سواء كن من ناحية الأب أم من ناحية الأم، وسواء كن وارثات أم غير وارثات.
- الفروع : وهن البنات الصلبيات لقوله تعالى عطفاً على المحرمات من النساء :﴿.. وبناتكم..﴾.[2] وبنات بناته وإن نزلن، وبنات أبنائه وإن سفل. ولا فرق في تحريم البنت من النكاح أو البنت من الزنا وكذلك كل الفروع من الزنا لا فرق بينهن وبين الفروع من النكاح وهذا ما ذهب إليه جمهور الفقهاء، بينما ذهب الشافعي [3]، إلى أنه لا تحرم البنت من السفاح على أبيها لأن نسبها لم يثبت منه فلا تكون مضافة إليه شرعاً. وقد حكى عن مالك مثل قول الشافعي هذا.[4]
- فروع الأبوين أو أحدهما وهن : الأخوات سواء كن من ناحية الأب والأم، أم ناحية الأب فقط، أو من ناحية الأم فقط. لقوله تعالى عطفاً على المحرمات من النساء : ﴿.. وأخواتكم﴾. وكذلك بنات الأخوات وإن نزلن وبنات الأخوة وإن نزلوا.
- فروع الأجداد والجدات المنفصلات بدرجة واحدة : وهن العمات والخالات فقط سواء كن شقيقات، أم لأب فقط، أم لأم فقط. ويحرم على الشخص كذلك عمات أصوله وخالاته وإن علون، وذلك لقوله تعالى عطفاً على المحرمات من النساء : ﴿..وعماتكم وخالاتكم﴾.وقد أجمعت الأمة الإسلامية على ذلك.

حكمة التحريم : الحكمة من تحريم الزواج بهؤلاء، أن الزواج بهن قد يحدث فيه مشاكل كما تحدث في كل الزِيجات، وهذه المشاكل قد تؤدي إلى الطلاق والفرقة ومن ثم قطيعة الرحم، وقطع الأرحام حرام لأننا أُمِرنا بصلتهن، فما يؤدي إليه يكون حراماً أيضاً، فيكون الزواج بهن حراماً. وقد نص الكاساني الحنفي  على الحكمة من تحريم الزواج بهؤلاء فقال :
| محرم (إسلام) | لأن نكاح هؤلاء يُفضِى إلى قطع الرحم لأن النِكاح لا يخلو عن مباسطات بين الزوجين عادة وبسببها تجري الخشونة بينهما وذلك يُفضِي إلى قطع الرحم فكان النكاح سبباً لقطع الرحم مفضياً إليه وقطع الرحم حرام والمفضي إلى الحرام حرام وهذا المعنى يعم الفرق السبع، لأن قرابتهن محرمة القطع واجبة الوصل، ويختص الأمهات بمعنى آخر وهو أن إحترام الأم وتعظيمها واجب ولهذا أُمر الولد بمصاحبة الوالدين بالمعروف وخفض الجناح لهما والقول الكريم ونهى عن التأفيف لهما، فلو جاز النكاح والمرأة تكون تحت أمر الزوج وطاعته مستحقة وخدمته مستحقة عليها للزمها ذلك وأنه ينقضي الاحترام فيؤدي إلى التناقض. | محرم (إسلام) |

### المصاهرة
وتحرم بسبب المصاهرة أربعة أصناف من النساء أيضاً هن :
- أصول الزوجة: وهن أمها وجداتها وإن علون، سواء كن من ناحية الأب أو من ناحية الأم. لقوله تعالى عطفاً على المحرمات من النساء : ﴿..وأمهات نسائكم..﴾. والحرمة هنا ثابتة بمجرد العقد فقط عند غالبية الفقهاء[6]

### الرضاع
يُحرم من الرضاع ما يُحرم من النسب. قال الرسول صلى الله عليه وسلم لسَهْلَةَ بِنْتِ سُهَيلٍ : (أرضعي سالم خمس رضعات تحرمي عليه).
فَيَحْرُم عليك مثلهن من ِالرَّضَاعِ لايجوز لك الزواج منهن وهن :

امك من الرضاع وبناتها (المرأة التي أرضعتك تصبح أمك وبناتها أخواتك).

ابنتك من الرضاع (التي ارضعتها زوجتك).

اختك من الرضاع (التي ارضعتك وإياها إمراة واحدة)

عمتك من الرضاع وهي أخت زوج المرضعة لك وهكذا.

خالتك من الرضاع وهي أخت المراة التي ارضعتك.

ابنه الأخ من الرضاع وهكذا.

ابنة الأخت من الرضاع وهكذا.

مثال للتوضيح:
إن كانت فاطمة أختك من الرضاعة بمعنى أنك رضعتَ من أمها، فكل أخوات فاطمة من أمها حرام عليك. وتحرم عليك أيضا كل أخواتها من أبيها، ولو كن - تلك الأخوات - من غير الأم المرضعة.

وإن كانت فاطمة أختك من الرضاعة أي أنها هي التي رضعت من أمك، فأخوات فاطمة من أمها أو أبيها لا يحرمن عليك.
وللمرأة أيضا:
الأب من الرضاع والأخ من الرضاع وأبناء الأخ من الرضاع والعم من الرضاع والخال من الرضاع وهكذا.
شروط تمام التحريم:

1. أن يكن خمس رضعات مشبعات أو أكثر. ثبت في صحيح مسلم عن عائشة- رضي الله عنها- قالت: «كان فيما أنزل من القرآن عشر رضعات معلومات يحرمن, ثم نسخت بخمس معلومات فتوفي النبي - صلى الله عليه وسلم -والأمر على ذلك.» 

2. أن يكون العمر للطفل سنتين أو أقل -أي قبل الفطام- لقوله صلى الله عليه وسلم «لا رضاع إلا في الحولين.»

## تحريم مؤقت
يمنع التحريم المؤقت الرجل من الزواج من المرأة في حالات خاصة فإن تغير الحال زال التحريم وأسبابه:
1. الجمع بين الأختين أو بين المرأة وعمتها أو بين المرأة وخالتها
2. المرأة المتزوجة
3. المرأة المعتدة
4. زواج الزانية
5. زواج المشركة

## أنظر
- إتيان المحارم
- محرم (مصطلح)
- الزواج في الإسلام